# Palacio de Justicia de los Estados Unidos Theodore Roosevelt
El Palacio de Justicia de los Estados Unidos Theodore Roosevelt (en inglés, Theodore Roosevelt United States Courthouse) es un palacio de justicia en Downtown Brooklyn, Nueva York, que alberga el Tribunal de Distrito de los Estados Unidos para el Distrito Este de Nueva York. Está al otro lado de la calle del Federal Building and Post Office, que alberga, entre otras cosas, el tribunal de quiebras del Distrito Este de Nueva York.

## Historia
El palacio de justicia se encuentra en la ubicación del anterior palacio de justicia federal llamado Edificio Federal Emanuel Celler. El palacio de justicia anterior, que se construyó en 1963, era un edificio de 6 pisos que no pudo albergar al tribunal. Este edificio sufrió una importante remodelación en 1999 bajo la dirección del arquitecto César Pelli. Una vez finalizada en 2006, la renovación aumentó el número de pisos a quince, elevando la superficie total a 69 677 m². El edificio contiene 16 salas de audiencias y 9 salas de audiencias de magistrados. La construcción incorporó varias características de seguridad extraordinarias, como tener un marco estructural que puede soportar una explosión y tener vidrio laminado hacia el exterior. El 17 de septiembre de 2008, el palacio de justicia pasó a llamarse oficialmente en honor a Theodore Roosevelt y el presidente George W. Bush promulgó la legislación presentada por el senador Charles Schumer. Una ceremonia de rededicación se llevó a cabo el 30 de diciembre de ese año.
Ubicado en Cadman Plaza en Downtown Brooklyn, al este de Brooklyn Heights, es uno de los muchos edificios federales en el área cuya construcción y renovación ha desempeñado un papel en la revitalización del Downtown. El palacio de justicia está ubicado en 225 Cadman Plaza East, al otro lado de la calle Tillary desde el histórico Edificio Federal y la Oficina de Correos, que alberga el tribunal de quiebras del Distrito Este.
Junto con el Palacio de Justicia de los Estados Unidos Alfonse M. D'Amato en Central Islip, el Palacio de Justicia Theodore Roosevelt alberga el Tribunal de Distrito de los Estados Unidos para el Distrito Este de Nueva York. El Palacio de Justicia Theodore Roosevelt sirve como sede administrativa.